# Rennes-le-Château
Rennes-le-Château är en by och kommun i departementet Aude i regionen Occitanien i södra Frankrike. Kommunen ligger  i kantonen Couiza som ligger i arrondissementet Limoux. År 2022 hade Rennes-le-Château 87 invånare. I närheten ligger Château de Blanchefort, ett slott som tillhört adelssläkten Blanchefort som tidigare styrde över området. Blanchefort är en av de släkter som haft stormästare i Tempelherreorden.

## Modern turistattraktion
Slottet och byn är kända från boken Heligt blod, helig Gral från 1982.
Rennes-le-Château är också det mysterium som sägs omge platsen. Mysteriet involverar en landsortspräst (en så kallad curé på franska) vid namn Berengér Saunière. Flera namn i romanen Da Vinci-koden från 2003 av Dan Brown är hämtade från den här historien, bland andra Bézu, vilket både är en bergstopp i närheten av Rennes-le-Château och poliskommissarien i sagda roman.

## Befolkningsutveckling
Antalet invånare i kommunen Rennes-le-Château
Referens: INSEE

## Galleri

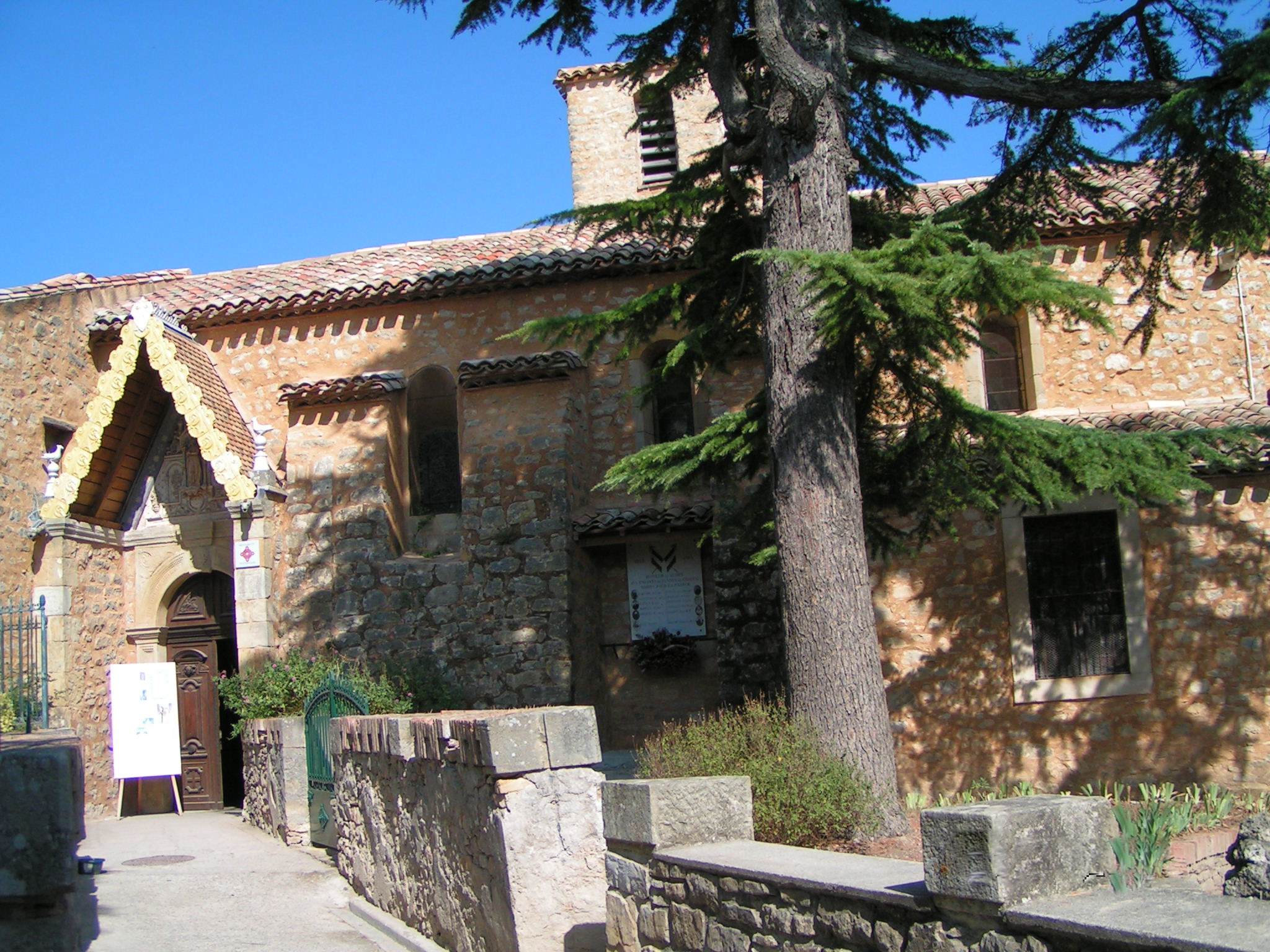
Kyrkan
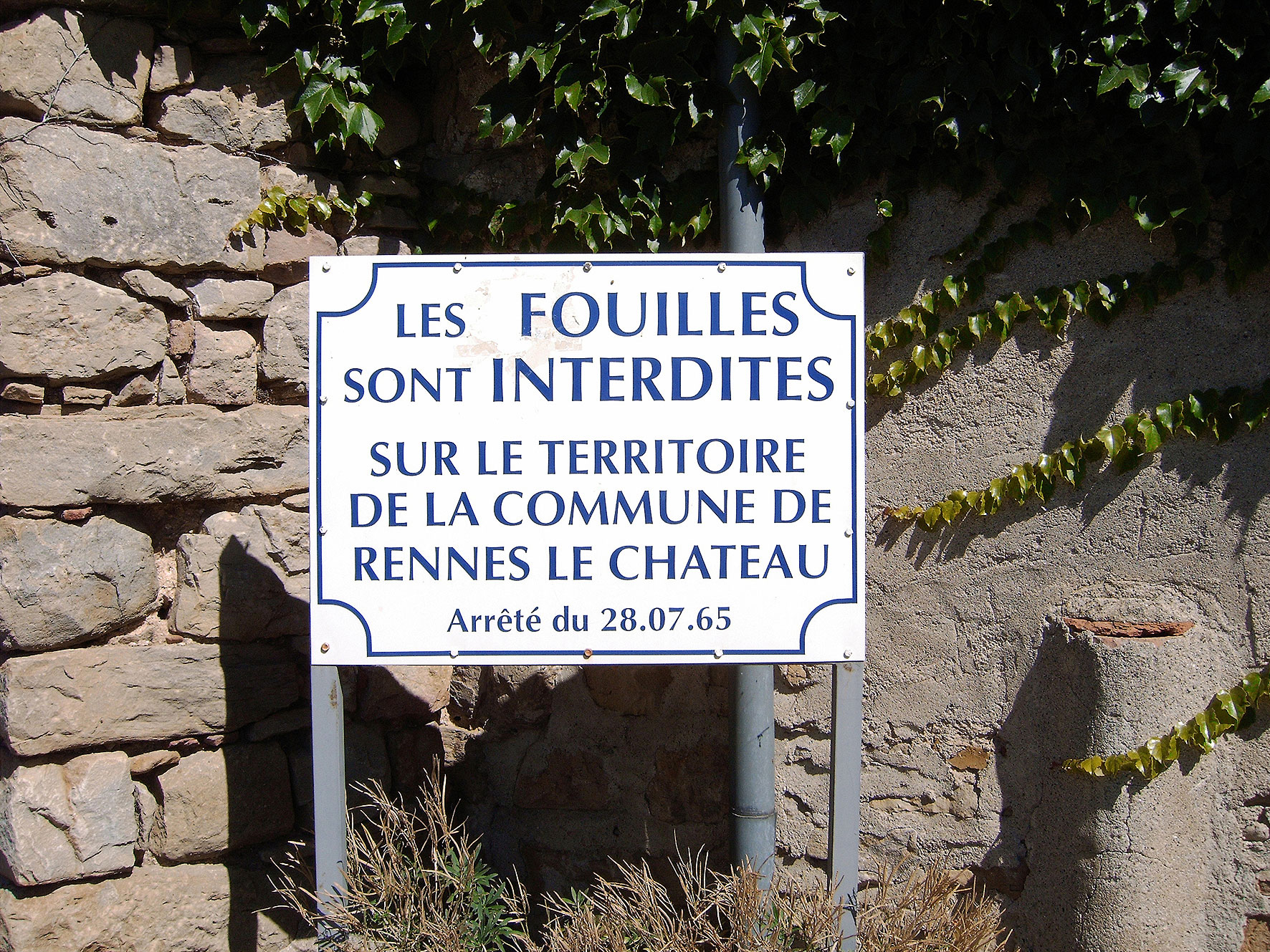
Skylt med texten « Fouilles interdites » (utgrävning förbjuden) i Rennes-le-Château
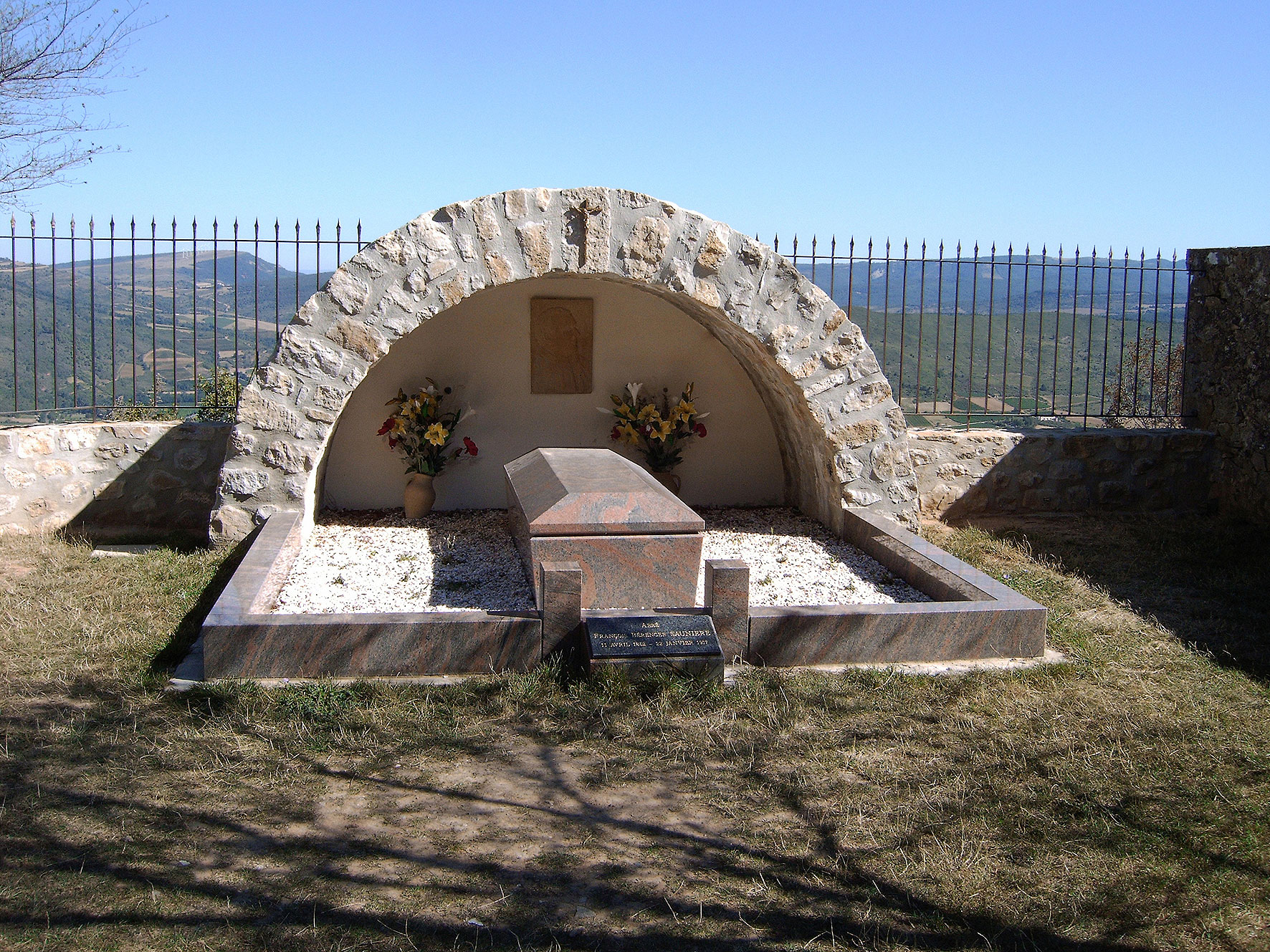
Gravvård över Bérenger Saunière i Rennes-le-Château
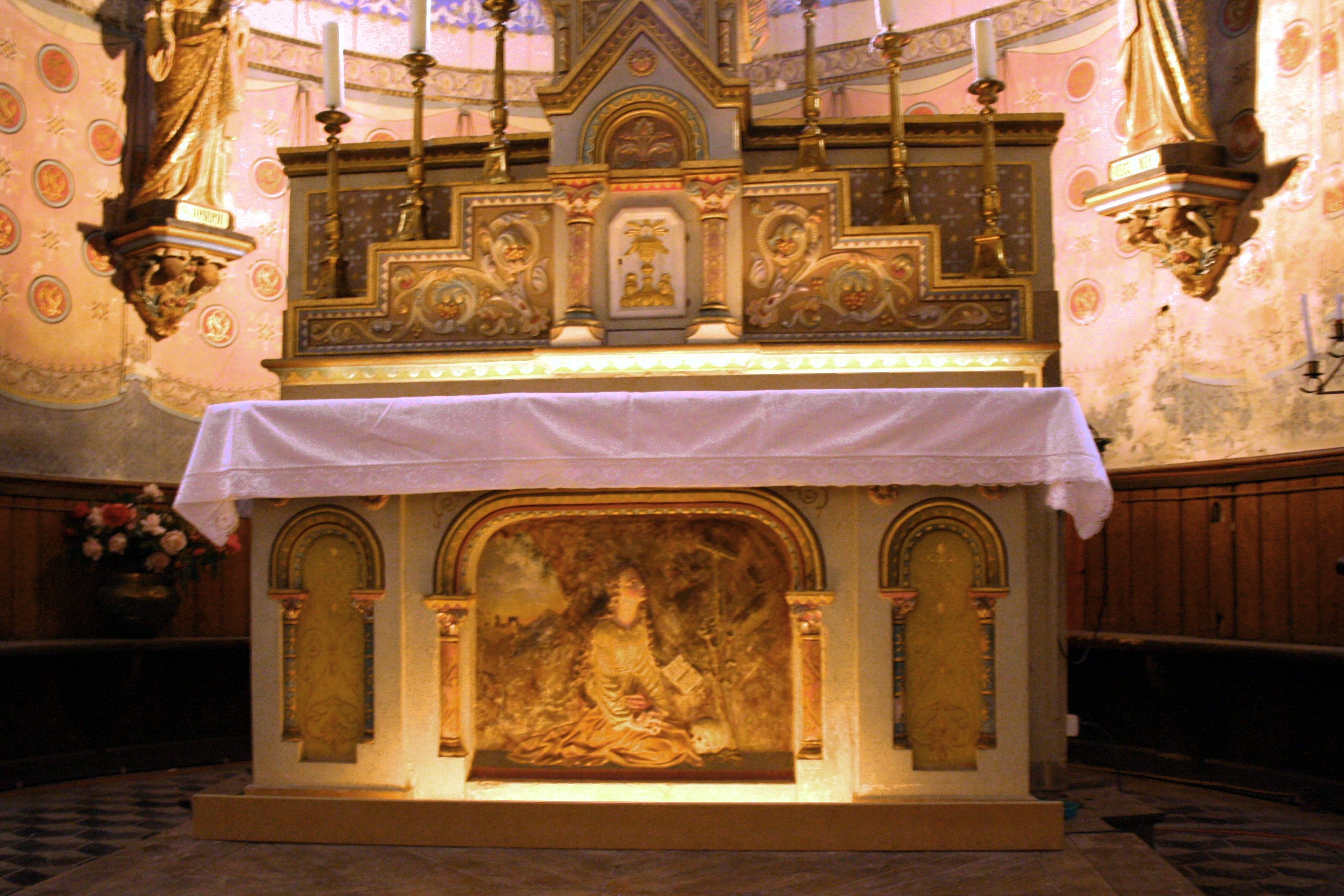
Kyrkan Sainte-Marie-Madeleines altare